# NGC 6703
NGC 6703 est une galaxie lenticulaire située dans la constellation de la Lyre. Sa vitesse par rapport au fond diffus cosmologique est de 2 132 ± 10 km/s, ce qui correspond à une distance de Hubble de 31,4 ± 2,2 Mpc (∼102 millions d'al). NGC 6703 a été découverte par l'astronome prussien Heinrich Louis d'Arrest en 1863.
NGC 6703 présente une large raie HI.
Selon un article publié par Steven D. Peterson en 1979, NGC 6703 et NGC 6702 forment une paire de galaxies. Il s'agit cependant d'une paire purement optique, car NGC 6702 est environ 36 Mpc (∼117 millions d'al) au-delà de NGC 6703.
À ce jour, 19 mesures non basées sur le décalage vers le rouge (redshift) donnent une distance égale à 27,353 ± 7,356 Mpc (∼89,2 millions d'al), ce qui est à l'intérieur des valeurs de la distance de Hubble. Notons que c'est avec la valeur moyenne des mesures indépendantes, lorsqu'elles existent, que la base de données NASA/IPAC calcule le diamètre d'une galaxie et qu'en conséquence le diamètre de NGC 6703 pourrait être d'environ 24,6 kpc (∼80 200 al) si on utilisait la distance de Hubble pour le calculer.